# Die Teufelswolke von Monteville
Die Teufelswolke von Monteville (Originaltitel: The Trollenberg Terror), ein schwarz-weiß Horrorfilm unter der Regie von Quentin Lawrence, ist eine Adaption des sechsteiligen ITV-Serials The Trollenberg Terror von 1956, und der letzte Film der britischen Southall Film Studios.

## Handlung
In den Schweizer Alpen verschwinden immer wieder Menschen, ohne eine Spur zu hinterlassen; zur selben Zeit werden unerklärliche radioaktive Wolken in der Gegend um das Städtchen Trollenberg registriert.
Als aus dem inzwischen entstandenen radioaktiven Nebel heraus einäugige, telepathische Monster Jagd auf die Menschen der Gegend machen, rettet sich eine kleine Gruppe, unter ihnen der Journalist Philip Truscott, die Schwestern Anne und Sarah Pilgrim und UN-Ermittler Alan Brooks in das Observatorium von Professor Crevett, um sich von hier aus verzweifelt zur Wehr zu setzen. Sie stellen fest, dass die Monster auf Hitze reagieren und vertreiben sie mit Hilfe von Feuer, zur Zerstörung fordern sie die Hilfe von Bombern an, die die Monster mit Brandbomben töten.

## Sonstiges
Die Todeswolken von Monteville, im Original The Trollenberg Terror und auch bekannt als Creature from Another World, The Creeping Eye und The Flying Eye, ist am 24. Juli 1959 in Deutschland erschienen.
Die Monster des Films erscheinen in Stephen Kings Roman Es.

## Kritik
Das Lexikon des internationalen Films bewertete den Film als einen „plumpe[n] Science-Fiction-Film“, der „unfreiwillig erheiternde[...] Komik“ biete.